# 宝石麦螺
宝石麦螺（学名：Metanachis jaspidea），是新腹足目麦螺科Metanachis属的一种。主要分布于越南、台湾，常栖息在潮间带岩礁。